# Провулок Ушинського (Одеса)
Прову́лок Уши́нського — провулок в історичній частині міста Одеса (Приморський район). Довжина близько 130 м (1 квартал), від Торгової вулиці до проїзду без назви.
Поштовий індекс Укрпошти — 65020.
Сусідні вулиці
← Старопортофранківська • Новосельського →

## Історія
Названий на честь видатного педагога Костянтина Ушинського, який помер проїздом в Одесі 22 грудня 1870 (3 січня 1871) року, зберігся будинок що на Театральному провулку, 12 (є меморіальна дошка).

## У кінематографі
У провулку знятий ряд епізодів 12-серійної кримінальної ретро-драми «Чорні кішки» і телевізійного серіалу «Сувенір з Одеси».